# Es gibt kein richtiges Leben im falschen

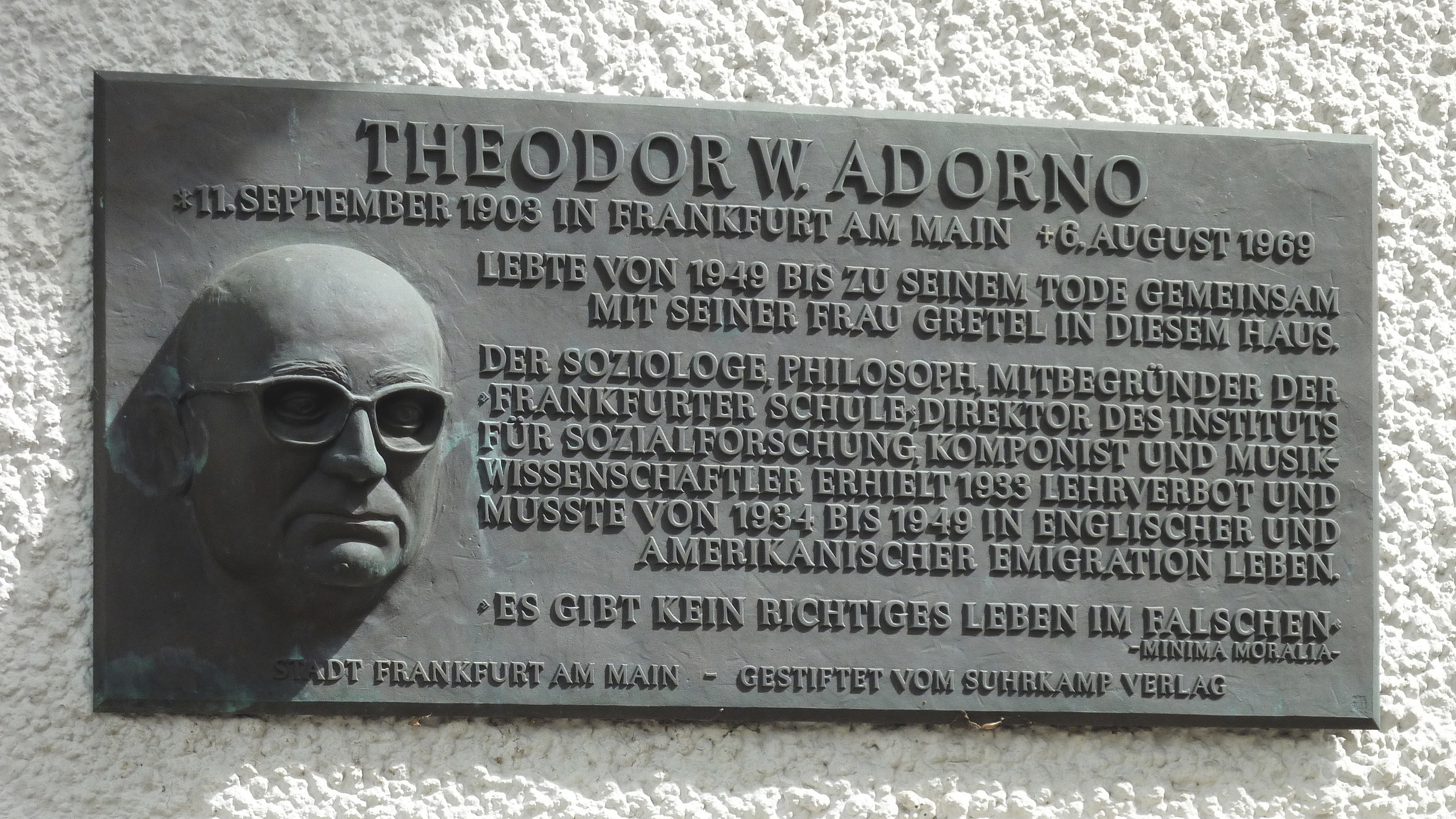
Zitat auf der Adorno-Gedenktafel im Frankfurter Westend

Es gibt kein richtiges Leben im falschen. Bei diesem Satz handelt es sich um eine Sentenz des deutschen Philosophen Theodor W. Adorno aus dessen Minima Moralia. Das geflügelte Wort gilt heute als sein berühmtester Satz, als sprichwörtlich gewordene Wendung.
Die Minima Moralia entstanden zwischen 1944 und 1947 im amerikanischen Exil unter dem Eindruck des faschistischen Terrors in Europa. Innerhalb des Werkes bildet der Satz die abschließende Sentenz eines über zwei Seiten langen Aphorismus mit dem Titel Asyl für Obdachlose (Nr. 18), der sich mit den Schwierigkeiten beschäftigt, sich in modernen Zeiten irgendwo häuslich einzurichten. Adorno bekräftigt mit seinem Satz die Differenz von richtig und falsch und die Wichtigkeit, sich den Sinn für das Richtige nicht nehmen zu lassen.
In der ersten, ursprünglichen Textfassung lautete der Satz: „Es läßt sich privat nicht mehr richtig leben.“
Adorno spekulierte in Negative Dialektik darüber, ob der Mensch überhaupt noch in der Lage wäre, in einer richtigen Welt zu bestehen: „Wahrscheinlich wäre für jeden Bürger der falschen Welt eine richtige unerträglich, er wäre zu beschädigt für sie.“

## Rezeption
Für den Satiriker Robert Gernhardt gehört die Sentenz zu den „Hammersätzen“ Adornos, die der Allgemeinheit in Erinnerung geblieben sind und an denen sich, „weil sie so herrlich übertrieben sind, ganze Generationen abarbeiten“ konnten. Allerdings gehe der Philosoph auch „das Risiko unfreiwilliger Komik ein“. So zitiert Gernhardt den Satz selbst ironisch verfälscht im Titel seiner Humoreskensammlung Es gibt kein richtiges Leben im valschen aus dem Jahr 1987.